# Sury-en-Vaux
Sury-en-Vaux település Franciaországban, Cher megyében. Lakosainak száma 685 fő (2022. január 1.). Sury-en-Vaux Bannay, Menetou-Râtel, Sainte-Gemme-en-Sancerrois, Saint-Satur, Subligny és Verdigny községekkel határos.

## Népesség
A település népessége az elmúlt években az alábbi módon változott:
| Lakosok száma | 714  | 673  | 686  | 721  | 711  | 713  | 703  | 695  | 690  | 685  |
|               | 1968 | 1982 | 1990 | 2006 | 2013 | 2015 | 2017 | 2019 | 2020 | 2022 |